# Міссурійський компроміс

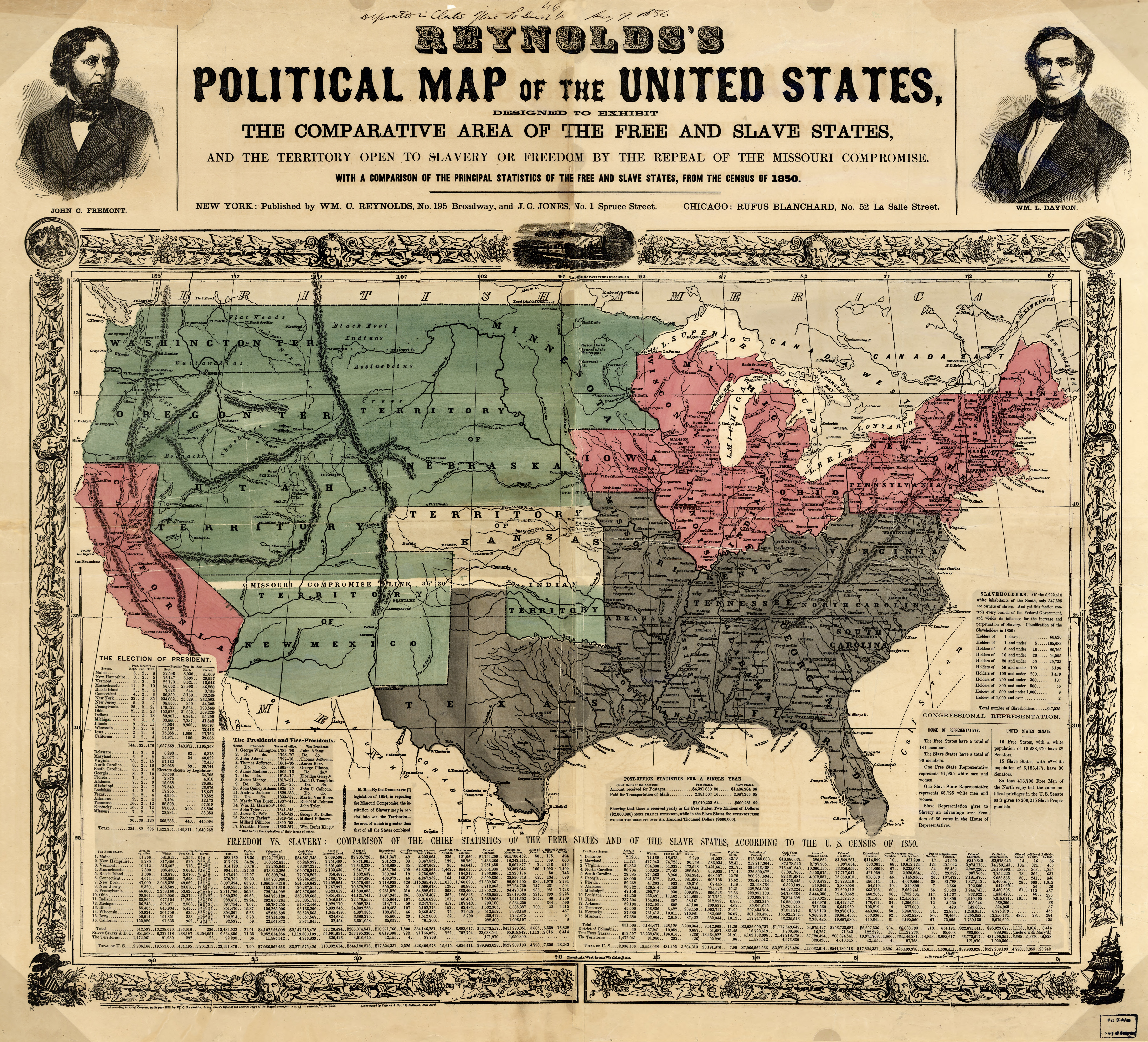
Політична карта США 1856 року, на якій відмічені вільні штати (червоний), рабовласницькі штати (сірий), території США (зелений) і Канзас в середині

Міссурійський компроміс — досягнута у 1820 році угода між членами конгресу США, відповідно до якої штат Міссурі прийнято до Союзу як рабовласницький, а штат Мен — як вільний.
Внаслідок міссурійського компромісу область рабовласництва розширилась: рабство заборонялось тільки північніше 36°30’ п. ш. та західніше р. Міссісіпі. Вирішено у подальшому приймати до Союзу по 2 штати, з яких один повинен бути вільним, а інший — рабовласницьким. Угода означала поступку фермерсько-промислової Півночі рабовласницькому Півдню.
Міссурійський компроміс скасовано у 1854 році після прийняття Акту Канзас-Небраска.